# Dupuy-Berberian
|                                                                          |  |  |
| Philippe Dupuy en juillet 2007 (à gauche), et Charles Berberian en 2008. |  |  |

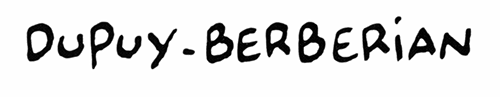
Signature de Dupuy-Berberian.

Dupuy-Berberian est le nom de plume du duo formé par Philippe Dupuy et Charles Berberian. Auteurs de bande dessinée, ils ont la particularité de travailler à quatre mains comme dessinateurs et scénaristes, de manière indifférenciée. Ils ont reçu le Grand prix de la ville d'Angoulême 2008.

## La collaboration
Les deux auteurs se rencontrent en 1983 et entament une association à succès. Tout d'abord présents dans les pages du fanzine P.L.G. (de son nom complet PLGPPUR, acronyme de « Plein la gueule pour pas un rond »), ils font ensuite leur entrée chez Fluide glacial avec Graine de voyous puis Le Journal d'Henriette, deux séries au départ marquées par le style graphique et le mordant d'Yves Chaland. Mais ils se démarquent déjà par la construction des scènes, notamment les nombreux jeux avec la perspective. Chez Magic Strip ils éditeront ensuite Petit peintre, une histoire ironique et touchante dans le milieu de l'art. En 1990, la série Monsieur Jean naît dans le journal Yéti. C'est ce héros qui leur permet de toucher un lectorat croissant, notamment grâce à la sortie en albums cartonnés (chez  Les Humanoïdes associés puis chez Dupuis). Monsieur Jean évolue au fil des albums en prenant de l'âge et des responsabilités (engagement dans la vie de couple, enfant…), parallèlement à la propre vie privée des auteurs. Ce parallèle est encore plus évident dans le journal intime Journal d'un album, sorte de making-of du Monsieur Jean tome 3, et qui constitue une pièce-maîtresse de leur œuvre.

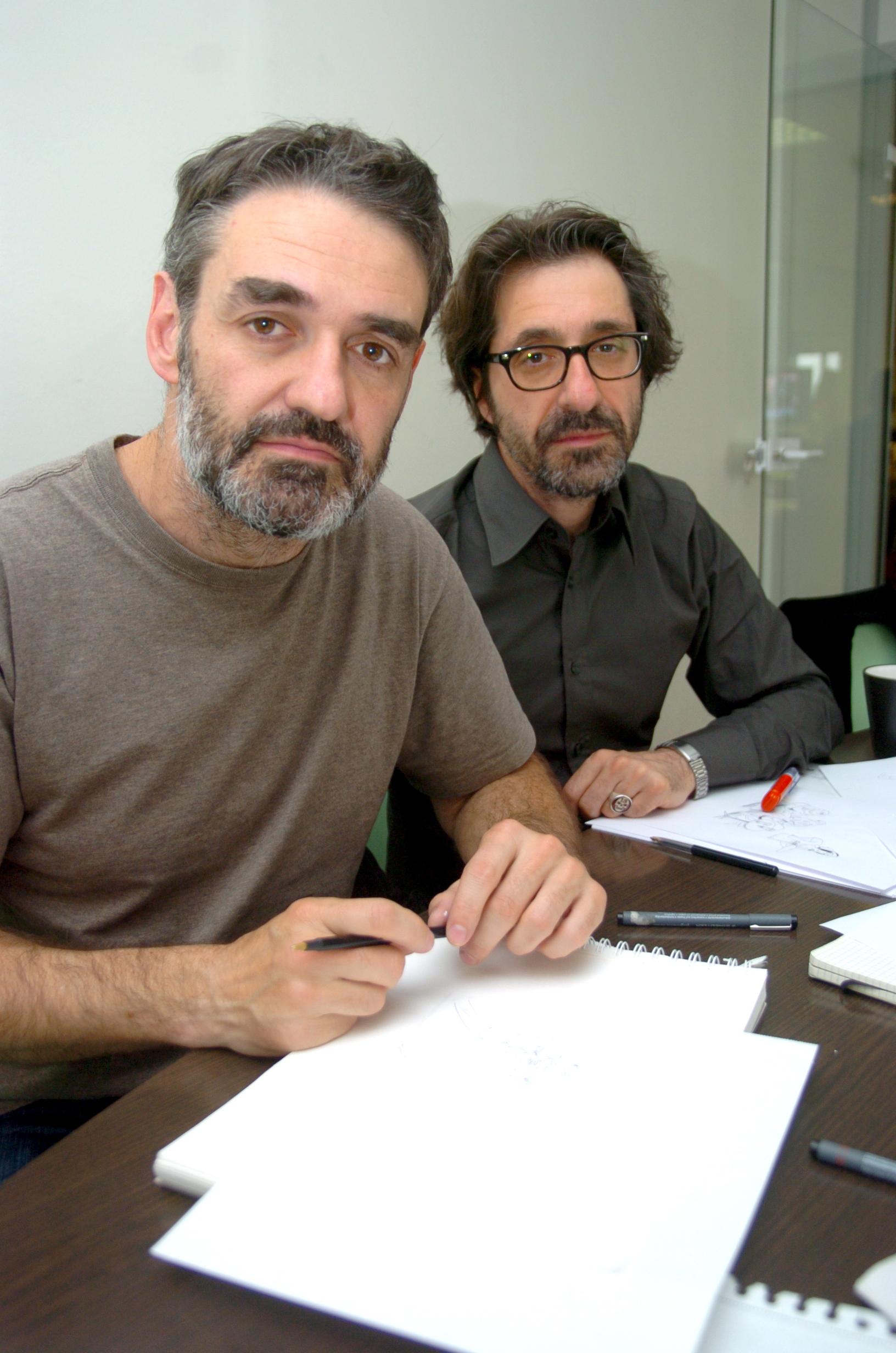
Le duo Philippe Dupuy (à gauche) et Charles Berberian (à droite), le 05 juin 2008 à Paris.

En plus de leur activité d'auteurs, ils ont une intéressante carrière d'illustrateurs (communication et charte graphique du caviste Nicolas, affiches de films de Ken Loach ou Jonathan Nossiter, pochettes de disque de Salvatore Adamo ou Orwell) et d'auteurs de carnets de voyage (New York, Lisbonne, Tanger…).
Peu à peu, les histoires de Dupuy et Berberian évoluent vers des thèmes sentimentaux et leur dessin fait référence aux illustrateurs ou aux affichistes de l'entre-deux guerres : Jean Bruller, Dubout, Gus Bofa, etc.
En 2003 ils ont remporté un Inkpot Award aux États-Unis.
En 2004, ils remportent, pour l'ensemble de leurs œuvres, le Prix « Grand Boum », décerné par le festival bd BOUM.
En 2008, leur œuvre a été récompensée par le Grand prix de la ville d'Angoulême à l'occasion de la 35e édition du festival international de la bande dessinée.
En 2013, Ils sont nommés pour un Eisner Award dans la catégorie « Best U.S. Edition of International Material ».

## Publications

### Albums en duo
- Petit peintre, éd. Magic Strip, 1985. Réédition redessinée et colorée éd. Cornélius, 2003  (ISBN 2-90999-087-7)
- Graine de voyous, éd. Fluide Glacial, 1987

- Le Journal d'Henriette (éd. Fluide glacial puis Les Humanoïdes Associés)
  1. Le Journal d'Henriette, tome 1, 1988
  2. Le Journal d'Henriette, tome 2, 1988
  3. Le Journal d'Henriette, tome 3, 1991

- Une aventure de Stanislas: Klondike, éd. Milan, 1989
- Le chat bleu, éd. Comixland, 1990
- Les héros ne meurent jamais, éd. L'Association, 1991

- Monsieur Jean (éd. Les Humanoïdes Associés puis Dupuis)
  1. Monsieur Jean, l’amour, la concierge, 1991
  2. Les Nuits les plus blanches, 1992
  3. Les Femmes et les enfants d’abord, 1994
  4. Vivons heureux sans en avoir l’air, 1998
  5. Comme s’il en pleuvait, 2001 (la première édition est accompagnée d'un cd-rom conçu par Dupuy et Berberian)
  6. Inventaire avant travaux, 2003
  7. Un certain équilibre, 2005

- Journal d'un album, éd. L'Association, 1994

- Henriette (éd. Les Humanoïdes Associés)
  1. Une envie de trop, 1998  (ISBN 2-73161-341-6)
  2. Un temps de chien, 1999
  3. Trop potes, 2001
  4. Esprit, es-tu là ?, 200

- La théorie des gens seuls, éd. Les Humanoïdes Associés, 2000  (ISBN 2-73161-354-8)
- Le petit garçon qui n'existait pas, éd. Cornélius, 2001[6]
- Françoise (roman illustré accompagné de sa bande-originale), éd. Naïve, 2006  (ISBN 2350210502)
- Comment c'était avant, éd. Albin Michel, 2007  (ISBN 2226177809)
- Bienvenue à Boboland, éd. Fluide Glacial, 2008  (ISBN 2-8581-5862-2)
- Global Boboland, éd. Fluide Glacial, 2009  (ISBN 978-2-8581-5976-5)

### Participations à des albums collectifs
- Dans Correspondances : Station Balma-Gramont (scénario de Jean-Claude Denis) , éd. Albin Michel, Décembre 2003
- Rubrique Abracadabra. Album collectif avec deux pages de Dupuy-Berberian (Pages 38 et 39), éd. Dargaud, 2008  (ISBN 978-2205-06093-5)

### Publications en recueil de dessins
- Carnets de voyage (éd. Cornélius)
  1. New York carnets, 1996  (ISBN 2-90999-016-8)
  2. Barcelone carnets, 1999
  3. Lisbonne carnets, 2001
  4. Tanger carnets, 2004
  5. Istanbul carnets, 2007[7]
- Nectars, éd. Reporter, 1997.
- 21 Vices, Alain Beaulet éditeur, 1998  (ISBN 2-905231-23-8)
- Joséphine, Alain Beaulet éditeur, 1999  (ISBN 2-905231-25-4)
- F, éd. Le 9'me monde, 2002 ; Il existe un tirage de tête tiré à 222 exemplaires.
- Tout l'univers de Dupuy-Berberian, éd. Panama, 2006  (ISBN 2755701404)
- Artbook , éd. Chêne, 2011, il existe un tirage limité à 999 exemplaires.

### Illustrations de textes d'autres auteurs
- Ma moquette est bleue, texte de Bruno Leandri, éd. J'ai Lu, 1991  illustration de deux histoires: Chat: 4 illustrations / La poursuite: 4 illustrations
- La traversée de Londres, texte de Paul Thiès , éd. Syros / Alternative, 1992 ; 20 illustrations + croquis.
- Tout n'est pas rose, texte d'Anne Rozenblat, éd. La Sirène, 1993 ; 29 illustrations + croquis
- Le manuel des premières fois, texte de Camille Saféris , éd. Presses Pocket, 1993
- Le manuel des célibataires, texte de Camille Saféris , éd. Hors Collection, 1993; 1 illustration en couverture + 22 illustrations + croquis
- Les vacanciers, Journal d'un été, texte de Camille Saféris , éd. Hors Collection, 1993; 1 illustration couleur en couverture + 95 illustrations n/b (dont la couverture)
- Le défi de Serge T., texte de Marie-Aude Murail , éd. Bayard Poche, 1993 ; 2 illustrations en couverture + 22 illustrations + croquis
- Les cahiers Pierre Mac Orlan, Les souvenirs de la nuit (numéro 5), éd. Prima Linea, 1994 ; 47 illustrations
- Moi, le zoulou, texte de Marie-Aude Murail , éd. Bayard Poche, 1994 ; 2 illustrations en couverture + 20 illustrations + croquis
- Signé, Lou, texte de Beverly Cleary , éd. L'École des loisirs, coll. « Neuf », 1994  (ISBN 9782211021791) ; 1 illustration en couverture
- Les Doigts Rouges, texte de Marc Villard, éd. Syros, 1994 (19 illustrations)
- Le Secret de la pierre noire, texte de Patrick Grainville , éd. Nathan, 1995  (ISBN 2-09-282141-5).
- Il était une fois…, adaptation de La Petite Sirène, 1995
- Un alligator pour la vie, texte de François Zabaleta, éd. Nathan, 1996  (ISBN 2-09-282174-1)
- Nos amours ne vont pas si mal, texte de Marie-Aude Murail, éd. Médium, 1996
- Danger pour Adrien, texte de Olivier Daniel éd. Hatier, 1997
- Drôle de matin pour Adrien, texte de Olivier Daniel éd. Hatier, 1997
- Trenet illustré, éd. Albin Michel, 2000
- Les souris ont parfois du mal à gravir la montagne, texte de Vincent Ravalec éd. Seuil, 2000; 1 illustration en couverture + 20 illustrations; la réedition en format poche en 2002 a une couverture illustrée par Charles Berberian
- Nulle et Grande Gueule, texte de Joyce Carol Oates éd. Gallimard Jeunesse, 2002 ; 1illustration en couverture
- Guide de survie du père célibataire, texte de Christophe Quillien , éd. Hachette Littératures, 2002 ; 1illustration couleur en couverture
- Ambition & Cie, texte de Thierry Bizot, éd. Seuil, 2002 ; 1illustration sur la jacquette de couverture
- Poésies, anthologie de texte proposée par Benoit Marchon, éd. Bayard Jeunesse, 2003 ; 1illustration couverture + 57 illustrations.
- D'excellente famille, texte de Laurence Deflassieux, éd. Seuil, 2004 ; 1 illustration en couverture
- Maïté Coiffure, texte de Marie-Aude Murail, éd. Médium, 2004 ; 1 illustration en couverture
- Cahin-Caha, texte de Anne Lenner, éd. Le dilettante, 2005 ; 2 illustrations en couverture
- Grand Frère, texte de Harald Rosenløw Eeg, éd. Pananma, 2006 ; 1 illustration en couverture
- Bistronomiques, texte de Arthur Deevs, éd. Minerva (La martinière), 2006 ; Un nombre important d'illustrations .
- 1915 J'avais six ans en Arménie... texte de Virginie-Jija Mesropian, éd. de l'Inventaire, 2007 ; 15 illustrations (une reprise en couverture)
- Les brutes, texte de Philippe Jaenada, éd. Scali (coll. Graphic), 2006  (ISBN 2350120724)
- Un peu avant la fortune (dessin), avec Jean-Claude Denis (scénario), éd. Dupuis, 2008  (ISBN 2800138548)
- Les papapas, texte de Joseph Jacquet , éd. Albin Michel, 2011

### Illustrations pour la musique CD
- Melon Galia , Les embarras du quotidien;  2000
- Les Gigolos , En concert  2001
- Salvatore Adamo, Un soir au Zanzibar (concert) ; 2004
- DJ Hide - OuMuPo5  sur le label Ici, d'ailleurs... ; 2005
- Hugo - La nuit des balançoires; 2005
- Orwell - Le génie Humain (illustration de l'album) 2008, Berberian est aussi musicien sur quelques titres (www.orwellmusic.com)
- Variety Lab - Team Up !; 2009
- Pascal Comelade - A freak serenade ; 2009
- Erik Truffaz - In between ; 2010
- Jacques Higelin - Coup de foudre ; 2010 (Dans une version avec carnet, le cd normal n'a pas d'illustration)

## Prix
- 1989 : Alph-Art coup de cœur pour Le Journal d'Henriette au festival d'Angoulême 1989[8]
- 1999 : Alph-Art du meilleur album français au festival d'Angoulême 1999 pour Vivons heureux sans en avoir l'air (Monsieur Jean tome 4)[9].
- 2004 : Grand Boum à Blois
- 2008 : Grand prix de la ville d'Angoulême au festival d'Angoulême 2008
- 2010 :  Prix Sproing de la meilleure bande dessinée étrangère pour Monsieur Jean